# Tipula macnabi
Tipula macnabi är en tvåvingeart som beskrevs av Alexander 1939. Tipula macnabi ingår i släktet Tipula och familjen storharkrankar. Inga underarter finns listade i Catalogue of Life.